# Joseph Mokoena
Joseph Albert Mashite Mokoena (* 25. November 1919 in Johannesburg; † Februar 1969 in Sambia) war ein südafrikanischer Mathematiker und Politiker, der dem African National Congress (ANC) angehörte.

## Leben
Mokoena erwarb 1938 sein Matric an der St. Peter’s Secondary School in Johannesburg. 1941 graduierte er mit einem Bachelor of Science in Mathematik und Physik an der University of Fort Hare, anschließend erwarb er einen Bachelor of Science hons. Zwischen 1944 und 1948 studierte er an der University of South Africa und schloss das Studium mit einem Master of Science ab. An der University of the Witwatersrand erhielt er einen Bachelor of Arts hons und wurde 1959 im Fach Mathematik promoviert.
Als Student in Johannesburg gehörte er dem ersten Exekutivkomitee der 1944 gegründeten ANC Youth League an. 1949 wurde er in das National Executive Committee des ANC gewählt.
1945 bis 1957 war er Dozent für Mathematik an der University of Fort Hare. Anschließend lehrte er am Kumasi College of Technology; in dieser Zeit wurde ihm auch sein Doktorgrad verliehen. 1960 wechselte er nach Zaria in Nigeria an das Nigerian College of Arts, Science and Technology. 1963 war er kurze Zeit am Aston College of Technology im britischen Birmingham tätig. Anschließend wechselte er als UNESCO-Dozent für Mathematik an die University of Rhodesia im damaligen Salisbury. Nach der Unabhängigkeitserklärung der Smith-Regierung erhielt er ebenfalls als UNESCO-Dozent eine Anstellung an der School of Natural Sciences der University of Zambia in Lusaka, wo er 1969 bei einem Verkehrsunfall starb.
Mokoena war nicht verheiratet und hatte keine Kinder.

## Ehrungen
Mokoena wurde 2004 postum mit dem Order of Ikhamanga in Gold ausgezeichnet.